# Лукас Тил
Лукас Данијел Тил (енгл. Lucas Daniel Till; Форт Худ, 10. август 1990) амерички је глумац. Глумио је у бројним филмским и телевизијским пројектима разних жанрова. Пет пута је био номинован за Награду по избору тинејџера.

## Детињство, младост и образовање
Рођен је 10. августа 1990. године у Форт Худу, у Тексасу. Син је хемичарке Дејне Лин (рођ. Брејди) и пуковника Армије САД Џона Марка Тила. Има млађег брата, Ника (1997). Већи део свог детињства провео је у предграђу Атланте, у Џорџији. Када је био веома млад, његова породица је приметила да има афинитета према имитирању гласова и ликова. Са 11 година мајка га је уписала на локалне часове глуме, а убрзо потом га је открила Џој Первис из агенције за таленте у Атланти. Одмах је почео с наступима у штампаним, локалним, регионалним и националним рекламама. Похађао је Средњу школу Кел. Провео је три седмице у Немачкој као ученик на размени, а био је и члан Немачког националног почасног друштва. По завршетку снимања филма Хана Монтана: Филм у Нешвилу, вратио се кући да дипломира у средњој школи Кел. Након тога, преселио се у Лос Анђелес, у Калифорнију, да би наставио глумачку каријеру.

## Филмографија

### Филм
| Година | Српски наслов                  | Изворни наслов   | Улога                | Напомене    |
| ------ | ------------------------------ | ---------------- | -------------------- | ----------- |
| 2003.  |                                |                  | Мајкл                | кратки филм |
| 2003.  | Авантуре Осија Неша            |                  | Хари Вандербилт      |             |
| 2004.  |                                |                  | Чад                  | кратки филм |
| 2004.  |                                | Џеј Грејвс       |                      |             |
| 2005.  | Ход по ивици                   |                  | млади Џек Кеш        |             |
| 2006.  | Са друге стране живота         |                  | млади Самјуел Норт   |             |
| 2008.  | Плес живих мртваца             |                  | Џенсен               |             |
| 2009.  |                                |                  | радник у продавници  |             |
| 2009.  | Хана Монтана: Филм             |                  | Травис Броди         |             |
| 2009.  |                                | Џастин           |                      |             |
| 2010.  | Шпијун из комшилука            |                  | Лари                 |             |
| 2011.  | Битка за Лос Анђелес           |                  | Скот Грејстон        |             |
| 2011.  | Икс-мен: Прва класа            |                  | Алекс Самерс / Хавок |             |
| 2011.  |                                | Бен / Катрот     |                      |             |
| 2012.  |                                |                  | Сем                  |             |
| 2013.  | Стокер                         |                  | Крис Питс            |             |
| 2013.  | Фатална љубав                  |                  | Скот Норис           |             |
| 2013.  |                                | Тоби             |                      |             |
| 2013.  | Параноја                       |                  | Кевин                |             |
| 2014.  | Вукодлаци                      |                  | Кејден Ричардс       |             |
| 2014.  |                                | Арон             |                      |             |
| 2014.  |                                | Тајлер           |                      |             |
| 2014.  | Икс-мен: Дани будуће прошлости |                  | Алекс Самерс / Хавок |             |
| 2015.  |                                |                  | Џош Харвест          |             |
| 2015.  |                                | Боби             |                      |             |
| 2016.  | Икс-мен: Апокалипса            |                  | Алекс Самерс / Хавок |             |
| 2016.  |                                | Бен Филипс Млађи |                      |             |
| 2017.  |                                |                  | Трип Коли            |             |
| 2020.  |                                |                  | Боб Зелнер           |             |

### Телевизија
| Година     | Српски наслов | Изворни наслов | Улога           | Напомене     |
| ---------- | ------------- | -------------- | --------------- | ------------ |
| 2006.      | Другачији     |                | Кајл Кени       | ТВ филм      |
| 2008.      | Доктор Хаус   |                | Сајмон          | 1 епизода    |
| 2009.      | Медијум       |                | Адам Манковиц   | 1 епизода    |
| 2009.      |               |                | Брет            | 2 епизоде    |
| 2010.      |               |                | Мет Паркер      | 1 епизода    |
| 2014.      |               |                | лопов           | 1 епизода    |
| 2016—2021. | Макгајвер     |                | Ангус Макгвајер | главна улога |
| 2017.      |               |                | Винсент (глас)  | ТВ специјал  |

### Музички спотови
| Година | Наслов | Извођач      |
| ------ | ------ | ------------ |
| 2009.  |        | Тејлор Свифт |
| 2009.  |        | Мајли Сајрус |